# Pteromeris perplana
Pteromeris perplana är en musselart som först beskrevs av Conrad 1841.  Pteromeris perplana ingår i släktet Pteromeris och familjen Carditidae. Inga underarter finns listade i Catalogue of Life.